# 李賢重
李賢重（2000年10月23日—）為韓國男子籃球運動員，韓國國家隊成員。
2023年7月11日，李賢重與澳洲國家籃球聯賽伊拉瓦拉老鷹簽下三年合約。2024年3月19日，李賢重與B1聯賽大阪七福神簽下2023-24賽季合約。2025年7月30日，李賢重與B1聯賽長崎維爾卡簽下2025-26賽季合約，與伊拉瓦拉老鷹的剩餘一年合約被買斷。
李賢重的母親為前韓國國家隊選手成貞兒，姐姐Lee Ri-na打過U16亞青賽。

## 註解
1. ↑  台湾球評古硯偉在2025年亞洲盃转播中，称呼其为李賢俊，理由是曾有台湾教练在韩国親自詢問李賢重父親之漢字表記方式，對方起初不确定，后来認為應該是“俊”字。[2][3]但根据韩国《家庭关系登录法（朝鲜语：가족관계의 등록 등에 관한 법률）》施行规则第37条之规定，人名汉字只能从汉文教育用基础汉字和《人名用追加汉字表》里选择。“俊”字在表中不对应，而对应。[4][5]

## 外部連結
- This article has no link in Wikidata